# Certificat de nivell de suficiència de català
El Certificat de nivell suficiència de català, també conegut com a nivell C, és un títol oficial que acredita un coneixement del català equivalent al nivell C1 del marc europeu comú de referència per a les llengües, és a dir, un domini de l'idioma que permet usar-lo amb correcció en la majoria de les situacions de la vida quotidiana, laboral i acadèmica.
Per obtenir-lo, cal realitzar un examen que inclou una part d'expressió escrita, amb una redacció i un text formal o administratiu; una àrea de comprensió lectora; preguntes breus sobre gramàtica i vocabulari i per acabar entrevistes amb el candidat per determinar la seva competència oral. Es convoca un cop l'any per les administracions, tot i que les universitats i els centres d'ensenyament de català acreditats pel Consorci per a la Normalització Lingüística poden convocar exàmens equivalents.
Entre altres coses, el nivell C és imprescindible per accedir a una plaça de funcionari. Les persones escolaritzades en català estan exemptes d'acreditar aquest nivell, ja que l'escola, a través de l'educació secundària, ja garanteix un assoliment de la competència exigida en aquesta prova.

## Requisits al professorat universitari
El 30 d'agost de 2010, el conseller d'Innovació, Universitats i Empresa de la Generalitat de Catalunya, Josep Huguet, anuncià en primícia al programa Els matins de TV3 la voluntat del govern català d'aprovar abans del final de legislatura el decret que preveu l'obligatorietat del personal docent universitari a tenir els coneixements necessaris en llengua catalana equivalents al nivell C. L'Executiu justificà aquesta mesura pel volum de queixes rebudes, en els darrers anys, d'alumnes catalanoparlants que no poden cursar els seus estudis en la llengua nativa, tant sigui en els materials docents, les interpel·lacions amb el professor o la redacció d'exàmens. La idea s'havia plantejat en altres ocasions.
La primera resposta a la mesura fou encapçalada per Xavier Sala i Martín, doctorat en Econòmiques i professor de la UPF, poques hores després de fer-se pública la notícia, mostrant el seu desacord amb el nou decret. Sala i Martín amenaçà en abandonar, de forma immediata, la docència en l'àmbit universitari català si s'arribés a aplicar la normativa, argumentant que el que és necessari per fer classes d'economia és que el professor sàpiga economia i no pas la llengua en què s'ensenya l'economia.
En declaracions al programa El matí de Catalunya Ràdio del 31 d'agost, el president de la comissió de política lingüística del Consell Interuniversitari de Catalunya i rector de la Universitat de Lleida, Joan Viñas, insistí que el decret s'havia rebaixat considerablement de la proposta inicial després d'anys de negociació entre les universitats catalanes, tant públiques com privades, «havent arribat a un punt d'equilibri molt bo».
El mateix dia, el conseller de Medi Ambient i Habitatge, Francesc Baltasar, contradigué les declaracions del conseller Huguet assegurant que serien les universitats qui fixarien les condicions per acreditar el nivell de català, i que només s'aplicaria a aquells professors que volguessin optar a una plaça fixa. En aquest supòsit, haurien d'acreditar una competència lingüística en català sense especificar que hagués de ser el nivell C o un altre equivalent.
L'1 de setembre, la portaveu adjunta del PSC, Rocío Martínez-Sampere, assegurà que l'aposta del seu partit és garantir un «coneixement suficient» de català entre els docents mitjançant mecanismes flexibles i diversitat d'instruments, però que prioritza l'aposta per atraure professorat d'alt nivell a les universitats. En aquest sentit, ha expressat que cal dedicar esforços perquè l'anglès sigui la «llengua fonamental».
Finalment, el mateix Josep Huguet es va fer enrere i va negar el requisit del nivell C pels professors universitaris. També va dir que en el Govern no hi havia diferents opinions sobre aquest assumpte. El dimarts 14 de setembre el Govern de Catalunya aprovà el decret sobre l'acreditació del coneixement lingüístic del professorat de les universitats catalanes, sense que el nivell C fos indispensable per impartir lliçons a les aules.